# Моркам
Моркам (енгл. Morecambe) је град у Уједињеном Краљевству у Енглеској. Према процени из 2007. у граду је живело 52.579 становника.

## Становништво
Према процени, у граду је 2008. живело 52.579 становника.
| 1981.  | 1991.  | 2001.  |
| ------ | ------ | ------ |
| 41,432 | 46,657 | 49,569 |